# Circe Rodríguez
Circe Isabel Rodríguez Estrada (Quetzaltenango, 12 de abril de 1939-Ciudad de Guatemala; 1 de junio de 2005) fue una escritora, poeta y activista política guatemalteca.

## Biografía
Inicia su carrera en filosofía y letras en la Universidad de San Carlos de Guatemala para luego continuarla en la Universidad Católica de Chile en 1990, mismo país en el que radica desde 1974 luego de trasladarse junto a su familia por las condiciones políticas de su país natal en donde su esposo Arturo Matute era perseguido por ser opositor al régimen militar dictatorial. Bajo amenazas de muerte este consigue un puesto como funcionario internacional de las Naciones Unidas en Santiago de Chile. En 1994 Rodríguez realiza un postítulo en teatro con mención en dramaturgia en la Universidad Católica de Chile.
En 1996 publica el libro de cuentos y poesía "Deshojando Margaritas".
Admiradora y amiga del premio Nobel de literatura Miguel Ángel Asturias mantiene una relación de amistad con diferentes poetas y artistas chilenos y guatemaltecos como Elmar Rojas, Antonio Móvil, Manolo Gallardo o la poeta chilena Mariella Argüelles.
Retorna a Guatemala como catedrática universitaria en 1996 y en 2000 publica su obra "Características míticas de la muerte en la literatura folklórica de Guatemala".
En junio de 2005 fallece en su casa de Ciudad de Guatemala tras batallar con el cáncer.
Tras su muerte se publica en 2006 "Como una lluvia fina" libro de poesía.

## Obras
| Obra                                                                          | año  | lugar de publicación | Editorial                   |
| ----------------------------------------------------------------------------- | ---- | -------------------- | --------------------------- |
| Deshojando Margaritas                                                         | 1996 | Santiago de Chile    | Red Internacional del Libro |
| Características míticas de la muerte en la literatura folklórica de Guatemala | 2000 | Ciudad de Guatemala  | Editorial USAC              |
| Como una lluvia fina                                                          | 2006 | Ciudad de Guatemala  | Red Internacional del Libro |

En adición a estas obras también publicó diferentes reseñas y conferencias sobre Miguel Ángel Asturias y Gabriel García Márquez en el libro "Premios Nobel hispanoamericanos de Literatura" de la Universidad Metropolitana de Ciencias de la Educación. También publica diferentes ensayos en la revista "Alero" de la Universidad de San Carlos y en el diario "Siglo XXI".